# 拉特科·久尔科维奇
拉特科·久尔科维奇（1975年2月9日—），黑山手球教练和前球员，目前是贝尔格莱德红星的教练。他曾代表南联盟参加2000年夏季奥林匹克运动会手球比赛，获得第四名。